# Mittelschule
Mittelschule ist eine allgemeine Bezeichnung für Schulen des sekundären Bildungsbereichs.
Im Allgemeinen versteht man darunter Schulen der Mittelstufe (etwa die zehn- bis sechzehnjährigen Schüler, ISCED Level 2 secondary education first stage). Der Begriff ist sowohl für Schulbildungstypen im Allgemeinen als auch für spezielle Schultypen innerhalb eines Schulsystems in Gebrauch.

## Deutschland
Heute sind Mittelschulen Hauptschulen mit einem Mittlere-Reife-Zug (M-Zweig). Nur Mittelschulen in Bayern unterliegen einer geringfügig anderen Definition und bieten unter Umständen selbst keinen speziellen M-Zweig an (bspw. Mittelschulen innerhalb von Gesamtschulen in Bayern). Jedoch muss eine Mittelschule im Vergleich zu einer Hauptschule ohne M-Zweig besondere Kriterien erfüllen. Sie ist praxisorientiert, um die Schüler auf eine Ausbildung vorzubereiten.
Es gibt drei Wahlpflichtfächer:
- Technik (Technisches Zeichnen und Werkstücke),
- Wirtschaft (Computer und Büroarbeit) und
- Soziales (Kochen und Planen, früher GtB (Gewerblich-technischer Bereich), KtB (Kommunikationstechnischer Bereich) und Kochen).

Die Mittelschule unterscheidet sich von einer Realschule durch die stärkere Betonung der Berufsorientierung (praxisorientierter Unterrichtsansatz, Einführung berufsorientierender Zweige Technik, Wirtschaft, Soziales ab der 7. Jahrgangsstufe) können die Schüler bereits frühzeitig erste Erfahrungen im beruflichen Umfeld machen. Sie haben so die Möglichkeit, sich umfassend und altersgerecht auf die Anforderungen der Wirtschaft und den Übergang in eine Berufsausbildung vorzubereiten. Durch die intensivere Berufsorientierung lernen die Schüler Berufsfelder näher kennen, erwerben erste Kenntnisse und Fähigkeiten und werden zur eigenen Berufswahlentscheidung befähigt.
Betriebserkundungen und Praktika ermöglichen Schülern und Betrieben enge Kontakte, evtl. auch für eine spätere betriebliche Ausbildung. Eine frühe Festlegung auf ein Berufsfeld oder einen Beruf erfolgt nicht. Ein weiterer Unterschied ist, dass eine Schulklasse in den meisten Fächern (in der Regel den Hauptfächern) von derselben Lehrkraft unterrichtet wird (Klassenlehrerprinzip).
Der Begriff Mittelschule in einzelnen deutschen Ländern:
- in der DDR: zehnklassiger Schultyp in den 1950er Jahren, siehe Mittelschule (DDR)
- in der Bundesrepublik Deutschland bis 1964: umgangssprachlich bis zur Einführung von offiziellen Mittelschulen Bezeichnung für Realschule
- in Sachsen bis 2013 eine weiterführende Schulform, heute Oberschule (Sachsen)
- in Bayern Nachfolgeschule der Hauptschule[1]

## Österreich
Abweichend vom deutschen und schweizerischen Sprachgebrauch bezeichnet man fachsprachlich als Mittelschule die Schule der 10- bis 14-Jährigen, während die darauffolgende Bildung als Höhere Schule (allgemein- oder berufsbildend, AHS/BHS) bezeichnet wird, wenn sie zur Matura (Hochschulreife) führt, oder Berufsbildende mittlere Schule, wenn sie mit einem Berufsabschluss endet. Diese frühe Weichenstellung mit 10 und mit 14 Jahren ist ein – kritisch gesehenes – Spezifikum österreichischer Bildung. Dabei bezeichnet Mittelschule speziell alle Schulen, die über die Pflichtschulen (Volksschule/Grundschule, Hauptschule mit Polytechnikum beziehungsweise Sonderschule) hinausgehen, daher nennt man allgemein auch die AHS-Unterstufe (und umgangssprachlich das gesamte Gymnasium) so. Sonst gab es bis in die 2000er-Jahre Mittelschulen (Sekundaria) nur vereinzelt bei Statutsschulen (Schulen mit eigenständigem Lehrplan).
Seit dem EU-Beitritt Österreichs wird im Rahmen der Harmonisierung der Schulsysteme (Lissabon-Strategie und Bologna-Prozess) auch in Österreich mit einer expliziten Mittelschule (fachlich: Allgemein bildende mittlere Schule) experimentiert. Diese wurde zuerst als Kooperative Mittelschule als Schulversuch oder Autonomieprojekt einer Hauptschule oder AHS-Unterstufe umgesetzt.
Von 2008/09 bis 2020 wurde die vollständig neue Schulform Neue Mittelschule getestet. Seit dem Schuljahr 2020/21 ist Mittelschule der offizielle Name und ersetzt die Schulform Hauptschule, ist also die Normalform einer nicht weiterführenden Schule. Sie ist eine Fortentwicklung des Systems der Leistungsgruppen, aber mit dem Lehrplan der AHS-Unterstufe, was den Übergang in eine weiterführende Schule vereinfachen soll.

## Schweiz
In der Schweiz werden die Kantonsschule (Gymnasium/Maturitätsschule) und weitere Schulen der gleichen Stufe als Mittelschulen bezeichnet.

## Italien
In Italien besteht seit 1962 eine Mittelschule (scuola media inferiore, heute scuola secondaria di primo grado bzw. Sekundarstufe I genannt), die von allen Schülern der sechsten bis achten Klasse besucht wird, siehe auch Mittelschule (Südtirol).
In historischen Kontexten wird auch die heutige Oberschule bzw. Sekundarstufe II (neunte bis dreizehnte Klasse) als scuola media superiore (obere Mittelschule) und das Maturadiplom entsprechend als diploma di scuola media superiore bezeichnet.

## Japan
In Japan umfasst die Mittelschule die Jahrgänge 7 bis 9 und schließt unmittelbar an die sechsjährige Grundschule an.